# Maria Estela Guedes

Maria Estela Guedes (Britiande, 21 de Maio de 1947) é uma dramaturga, poeta e ensaísta portuguesa. Licenciada em Literatura pela Faculdade de Letras da Universidade de Lisboa em 1978.

Membro da Associação Internacional de Críticos Literários (AICL), da Associação Portuguesa de Escritores (APE), da Sociedade Portuguesa de Autores (SPA), do Centro Interdisciplinar da Universidade de Lisboa, do Instituto S. Tomás de Aquino (ISTA), da Associação 25 de Abril, das Comissões Interinstitucionais da Academia Lusófona Luís de Camões e do Instituto Fernando Pessoa - Língua Portuguesa e Culturas Lusófonas. Nessa qualidade vem integrando as Comissões de Honra de diversos congressos. Investigadora no Centro Interdisciplinar de Ciência, Tecnologia e Sociedade da Universidade de Lisboa (CICTSUL), tendo co-organizado cinco edições do colóquio internacional Discursos e Práticas Alquímicas e os dois primeiros volumes das respectivas actas. Foi Assessora Principal da bibliotecária no Museu Bocage Museu Nacional de História Natural e da Ciência, Lisboa.

É igualmente directora do site Triplov.

## Obras
● 1978 – «Teoria poética do conhecimento e prática de resistência ao silêncio», Lisboa, Faculdade de Letras de Lisboa, p. 87-102; 24 cm.- 3 ex.- Sep. Revista da Faculdade de Letras de Lisboa, IV s., nº 2. Helder, Herberto, 1930- / Poesia portuguesa – Século XX

● 1979 – «Herberto Helder, Poeta Obscuro» Moraes Editores, Lisboa. Literatura. Crítica literária. Em linha no 

● 1980 – «SO2», Guimarães Editores, 

● 1983 – «Eco, Pedras Rolantes», Ler Editora, Lisboa. Em linha no TriploV 

● 1983 – «Biobibliografia», in: A. Lopes de Oliveira (da Academia Galega), "Escritoras Brasileiras, Galegas e Portuguesas", Braga 

● 1983 – Prefácio a «Contos do diabo», de Eça de Queirós, Júlio César Machado e Fialho de Almeida. Colecção Fantástico, Rolim Editora, Lisboa 

● 1984 – «Crime no Museu de Philosophia Natural», Guimarães Editores, Lisboa 

● 1984 – «Ay flores! In “Afecto às Letras, Homenagem da Literatura Contemporânea a Jacinto Prado Coelho», Imprensa Nacional/Casa da Moeda, Lisboa 

● 1985 – «Penas de um cocar índio», in: “Tempo Migratório”. Limiar, Porto 

● 1985 – «Mário de Sá Carneiro», Editorial Presença, Lisboa. Antologia e ensaio. Ensaio em linha no TriploV 

● 1987 - «O Lagarto do Âmbar», Rolim Editora, Lisboa 

● 1987 - «Ernesto de Sousa. Itinerários», Galeria Almada Negreiros, Lisboa. Colaboração e co-organização.

● 1990 - «À Sombra de Orpheu», Guimarães Editores e Associação Portuguesa de Escritores, Lisboa. Ensaio e antologia de sonetistas 

● 1993 - «Prof. G. F. Sacarrão», Lisboa: Museu Nacional de História Natural-Museu Bocage, 44 p., 8 anexos: 1 est. 

● 1993 - «Prof. G. F. Sacarrão», Lisboa: Museu Nacional de História Natural-Museu Bocage, 57 p.,+ anexos. 2ª ed. 

● 1994 - «Criptometáforas em Zoologia», in: Professor Germano da Fonseca Sacarrão (1914-1992). Museu Nacional de História Natural, Museu Bocage, Lisboa: 343-352.

● 1994 - «Dois casos secretos em Ciências Naturais, I - O caso Vandelli, II. O caso Macroscincus coctei». Trabalho apresentado para concurso ao lugar de assessor no Museu Bocage, Museu Nacional de História Natural da Universidade de Lisboa. Lisboa, 312 pp.,. Policópia. Distribuição restrita.

● 1997 -  «Entre a fauna exótica de Cabo Verde, o grande scinco do Levante», in: Xosé A. Fraga (ed.): “Ciencias, Educación e Historia”. Publicacións do Seminario de Estudos Galegos, A Coruña.

● 1998 - «Carbonários : Operação Salamandra: Chiogloça lusitanica Bocage, 1864». Em colaboração com Nuno Marques Peiriço.- Palmela : Contraponto, cop. - 129 pp.,. Segunda edição, com erratas e anexos, online  no TriploV.

● 1998 -  «Pipxou, caixa de arte», Co-organização e participação. Primeira exibição em 1987, Museu Nacional de Arte Antiga. Participação em segunda exposição, com catálogo organizado por Irene Buarque, "Livro de Artista", Sociedade Nacional de Belas Artes, Lisboa, Maio-Junho.

● 1998 -  «Um Não Sei Quê» de Benito Feijóo. Vega, Lisboa, 1998. Co-autoria da tradução, com José Augusto Mourão, 1998.

● 1998 - «O Mundo Ibero-Americano nas Grandes Exposições», Editora Vega, Lisboa. Organização, com José Augusto Mourão e Ana Maria Cardoso de Matos, e apresentação.

● 1999 - «José Álvares Maciel, romântico e naturalista», in: Diana Soto Arango, Miguel Ángel Puig-Samper y Mª Dolores González.Ripoll (Editores): “Científicos Criollos e Illustración”. Ediciones Doce Calles, Madrid.

● 1999 - «De como usar a sabedoria da História Natural quando se prepara o século XXI». Como elemento do Núcleo Coordenador do Projecto CulturaNatura, in: "CulturaNatura, Caderno de Viagem". Fundação da Universidade de Lisboa (CICTSUL) e Instituto de Inovação Educacional, Lisboa.

● 2000 - «João da Silva Feijó, naturalista brasileiro em Cabo Verde», in: As Ilhas e o Brasil. Região Autónoma da Madeira, pp: 509-524. Em co-autoria com Luís Arruda. Online no TriploV.

● 2000 - «O gaio método», in: "Portugal-Brasil: Memorias e Imaginarios", volume II, Grupo de Trabalho do Ministério da Educação para as Comemorações dos Descobrimentos Portugueses, 489-501. Em colaboração com Nuno Marques Peiriço. Online no Triplov.
 
● 2001- «Discursos e Prática Alquímicas», Vol. I. Hugin Editores, Lisboa. 270 pp. il., José Augusto Mourão, Maria Estela Guedes, Nuno Marques Peiriço & Raquel Gonçalves, organizadores.

● 2001 - «Do Dodó à Fénix», in: Discursos e Práticas Alquímicas I. Hugin Editores, Lisboa. Online no TriploV.

● 2002 - «Discursos e Prática Alquímicas», Vol. II. Hugin Editores, Lisboa. 330 pp., José Manuel Anes, Maria Estela Guedes & Nuno Marques Peiriço, organizadores.

● 2002 - «Martinho de Mello e Castro e as riquezas naturais», in: Discursos e Práticas Alquímicas II. Hugin Editores, Lisboa. Online no TriploV.

● 2003 - «A paixão do coleccionador», in: Aníbal Pinto de Castro, José Esteves Pereira, Maria Manuela Delille & Teresa Sousa Almeida (coordenação), "Alcipe e as Luzes". Fundação das Casas de Fronteira e Alorna. Edições Colibri, Lisboa. Com José Augusto Mourão e Ana Luísa Janeira.

● 2005 - «Lápis de Carvão», Apenas Livros Editora, Lisboa. Colecção Ora e Outrora, nº 13.

● 2005 - «A palavra perdida». Maria Salomé Machado, A.M. Amorim da Costa, A.M.C. Araújo de Brito & António de Macedo. Apenas Livros Editora, Lisboa. Colecção Lápis de Carvão, nº 1. Direcção de colecção.

● 2005 - «Gnose e Alquimia». Armando Nascimento Rosa, Carlos Dugos e Nuno Marques Peiriço. Apenas Livros Editora, Lisboa. Colecção Lápis de Carvão, nº 2. Direcção de colecção.

● 2005 - «A_maar_gato», Editorial Minerva, Lisboa.

● 2005 - «Natural? O que é isso?» - Luís M. Arruda, Alessandro Zir e José Augusto Mourão. Apenas Livros Editora, Lisboa. Colecção Naturarte, nº 1. Direcção de colecção.

● 2006 - «Orquideias & outros híbridos». Pedro Proença, João Winck e Oscar Portela. Apenas Livros Editora, Lisboa. Colecção Naturarte, nº 2. Direcção de colecção.

● 2006 - «Links: entre virtude e virtual», Pedro de Andrade, Paulo Mendes Pinto & Maria Estela Guedes. Apenas Livros Editora. Colecção Naturarte, nº 3. Direcção de colecção.

● 2006 - «Jardins no corpo», com textos de Andrés Galera, Henrique Dória, Pedro Andrade e A. Fernando Cascais. Apenas Livros Editora, Lisboa. Colecção Naturarte, nº 5. Direcção de colecção.

● 2006 - «Poesia, Língua das Aves», com textos de Claudio Willer e Richard Kaitzine. Apenas Livros Editora, Lisboa. Colecção Lápis de Carvão, nº 4. Direcção de colecção.

● 2006 - «Jardins de Fogo», com textos de A.M. Amorim da Costa, Risoleta Pinto Pedro, Oscar Portela e José Medeiros. Apenas Livros Editora, Lisboa. Colecção Lápis de Carvão, nº 5. Direcção de colecção.

● 2006 - «Jardins da Alma», com textos de Alexandra Soveral Dias & Ana Luísa Janeira, José Gama e Jorge de Matos. Apenas Livros Editora, Lisboa. Colecção Lápis de Carvão, nº 6. Direcção de colecção.

● 2006 - «Miguel Bombarda (1815-1910) e as singularidades de uma época». Ana Leonor Pereira & João Rui Pita (coord.). Participação com José Augusto Mourão. Imprensa da Universidade de Coimbra.

● 2007 - «Gnosticismo, Humanidade e Salvação», de Francisco Teixeira. Apenas Livros Editora, Lisboa, 2007. Colecção Lápis de Carvão, nº 7. Direcção de colecção. A Série «Lápis de Carvão» - apresentação da colecção no lançamento do número 7, Grémio Lusitano, 18 de Abril, com António Reis e João Alves Dias.

● 2007 - «À la Carbonara», com J.-C. Cabanel & Silvio Luis Benítez Lopez. Lisboa, Apenas Livros Lda, Col. Lápis de Carvão, nº 8. 52 págs.

● 2007 - «Jardins da Retórica». Com textos de Helena Langrouva, Júlio César de Bittencourt Gomes e Rodrigo Petronio. Lisboa, Apenas Livros Lda, Col. Naturarte, nº 7, 54 pp.. Direcção de colecção.

● 2007 - «Participação na obra colectiva e internacional»  "Antologia 2007 - Poetas na Surrealidade em Estremoz". Edição da Câmara Municipal de Estremoz. 68 págs.

● 2007 - «Carta sobre o "método" epistolar», in: "Contributos científicos nos Novos Mundos". Co-autoria com Paulo José Carvalho da Silva e Paulo Assunção. Lisboa, Apenas Livros Editora, Colecção "Cultura e ciência nos Trópicos", nº 2, pp.: 41-55.

● 2007 - «O duplo no texto do naturalista», in: Francisco Proença de Garcia, Floriano Martins, José Augusto Mourão, Reinhard Huamán Mori & Maria Estela Guedes: "Máscaras - o outro, o duplo e o heterónimo". Lisboa, Apenas Livros Editora, Colecção "Lápis de Carvão", nº 9, pp.: 41-55.

● 2007 - «Prólogo a O Espelho Libertino», de Luiz Pacheco. Organização de Floriano Martins e ilustrações de Hélio Rôla. Escrituras Editora, São Paulo, Brasil.

● 2007 - «Prólogo a Sobre um Abismo», de António Barahona. Organização de Floriano Martins e ilustrações de Konrad Zeller. Escrituras Editora, São Paulo, Brasil.

● 2007 - «Tríptico a solo». Com organização e prefácio de Floriano Martins e ilustrações de Eduardo Elóy. Escrituras Editora, São Paulo, Brasil, Novembro, 140 págs.

● 2007 - «De tempos a tempos - Júlio Conrado», Antologia crítica, Antologia pessoal. Lisboa, Roma Editora, 2007. Co-autoria.

● 2007 -  «Herberto Helder - Meu Deus, faz com que eu seja sempre um poeta obscuro», participação no documentário de Annabela Almeida, realizado por António José de Almeida para a RTP – Rádio e Televisão de Portugal.

● 2008 - «A poesia na Óptica da Óptica», Lisboa, Apenas Livros Lda, Colecção  Naturarte, nº 9. 50 págs.

● 2008 - «Poem'arte - Nas margens da poesia» (colectiva). III Bienal de Poesia de Silves, Câmara Municipal de Silves, pp. 127-132. Inclui CDRom homónimo, com poemas ditos pelos elementos do grupo Experiment'arte.

● 2008 - «Jardins do mundo», DRAC, Região Autónoma da Madeira. Lisboa, Gradiva. Participação.

● 2008 - «A poesia na óptica da Óptica», Lisboa, Apenas Livros Editora, 50 pp.

● 2008 - «O reverso do olhar - Exposição Internacional de Surrealismo Actual». Catálogo. Coimbra. Ed. Debout sur l'Oeuf e Câmara Municipal de Coimbra.

● 2008 - «Júlio Conrado em quatro estações», in: "De Tempos a Tempos". Júlio Conrado. Antologia Crítica. Antologia Pessoal. Co-autoria com Júlio Conrado, Annabela Rita (org.) e outros. Lisboa, Roma Editora, pp.61-73.

● 2008 - «O Apocalipse de Domingos Vandelli» - Peça publicada em "Gabinete Transnatural de Domingos Vandelli". S/l [Coimbra ] Artez. 2008. Org. de Paulo Bernaschina, p. 135-144. Catálogo da exposição homónima no Museu de História Natural do Rio de Janeiro, Brasil.

● 2009 - «Iluminações descontínuas - Exposição Internacional de Surrealismo actual». Catálogo. Org. Miguel de Carvalho. Ed. Debout sur l'Oeuf e Município de Lagoa.

● 2009 - «Os dias do amor - Um poema para cada dia do ano»- Antologia de poetas. Recolha, selecção e organização de Inês Ramos. Prefácio de Henrique Manuel Bento Fialho. Parede, Portugal. Ministério dos Livros Editores.

● 2009 - «Aroma, aromatis», Edição TriploV e Apenas Livros, Lisboa, para o filo-café “Justiça e Salvação”. Incomunidade. Orfeão Portuense. Porto, 28.02. Folheto.

● 2009 - «Chão de Papel», Lisboa, Apenas Livros Editora, 50 pp..

● 2009 - »«Geisers. Bembibre», Ed. Incomunidade, Porto.

● 2010 - «Quem, às portas de Tebas? - Três artistas modernos em Portugal», São Paulo, Arte-Livros Editora, 56 pp..

● 2010 - «Aroma, aromatis»,Lisboa, Apenas Livros Editora. Plaquette, 2ª ed., limitadíssima.

● 2010 - «Carbonária» in: Dicionário Histórico das Ordens e Instituições Afins em Portugal, Lisboa, Editora Gradiva.

● 2010 – «A obra ao rubro de Herberto Helder», São Paulo, Editora Escrituras, Brasil.

● 2011 - «Conversas no feminino», Prefácio a «Mulher, amor e sexo», de Madu Dumont. Ouro Preto, Livraria Editora Grafar.
  
● 2011 – «Arboreto», São Paulo. Arte Livros Editora.

● 2011 – «Risco da Terra», Lisboa, Apenas Livros, 40 pp., edição limitada a 50 exemplares. 

● 2011 – Quercus suber. Em: Munditações, de Carlos Silva (fotos). Incomunidade, Porto.

● 2011 – Traduções em: Se lo dije a la noche, de Juan Carlos García Hoyuelos. Bilbao, Ediciones Beta III Milenio.

● 2011 – Da Peste. In «O corpo do coração – Horizontes de Amato Lusitano». Ed. da Câmara Municipal de Castelo Branco.
 
● 2012 - «As Rosas do Freixo», Lisboa, Apenas Livros. Em co-autoria com Ana Luísa Janeira. 

● 2012 – «Trabalhos da Maçonaria Florestal Carbonária», Lisboa, Apenas Livros.

● 2012 - «Brasil», São Paulo, Arte Livros Editora, Brasil.

● 2012 – Barahona. In: O Piolho, nº 10, Edição conjunta das Edições Mortas e da Black Sun, coordenada pelo poeta e editor António Oliveira.

● 2013 – «Um bilhete para o teatro do Céu», Lisboa, Apenas Livros. 

● 2014 - «A minha vida vista do papel», in Ana Maria Haddad Baptista & Rosemary Roggero,Tempo-Memória na Educação. São Paulo, Brasil.
● 2016 – Traduções em: Aire, fuego y deseo, de Juan Carlos García Hoyuelos. Bilbao, Ediciones Beta III Milenio.

● 2019 – «Clitóris Clítoris», Editora Urutau, São Paulo BR, Galiza ESP e Portugal. 

● 2020 – «Esta noite dormimos em Tânger», Editora Urutau, São Paulo BR, Galiza ESP e Portugal. 

● 2021 – «Númeras letras», ARC Edições, Brasil. 

● 2022 – «Conversas com Federico García Lorca», Editora Urutau, São Paulo BR, Galiza ESP e Portugal. 

● 2024 - «Corpus Corpus - José Emílio-Nelson & Herberto Helder» (Critica Literária) por Maria Estela Guedes,  Edições Esgotadas, Porto/ Viseu/ Lisboa/ Aveiro, Portugal

● 2025 - «Na Casa de Maria Azenha» (Ensaio) por Maria Estela Guedes, Coleção UNIVERSITAS, Edições Esgotadas, Porto/ Viseu/ Lisboa/ Aveiro, Portugal

## Teatro
● 2006 – «Ofício das Trevas» (Teatro), Apenas Livros Lda., Colecção Teatro no Cordel, nº 2. Lisboa.

● 2006 – «A Boba» (monólogo em três insónias e um despertador) – Teatro -. Com prefácio de Eugénia Vasques. Apenas Livros Lda.,Lisboa.

● 2010 – «Tango Sebastião» (Teatro), Apenas Livros Lda., Colecção Teatro no Cordel, nº 10. Lisboa.

## Antologias e outros colectivos
● 2011 – Quercus suber. Em: Munditações, de Carlos Silva (fotos). Incomunidade, Porto.

● 2011 – Traduções em: Se lo dije a la noche, de Juan Carlos García Hoyuelos. Bilbao, Ediciones Beta III Milenio.

● 2011 – Da Peste. In «O corpo do coração – Horizontes de Amato Lusitano». Ed. da Câmara Municipal de Castelo Branco.

● 2012 – Barahona. In: O Piolho, nº 10, Edição conjunta das Edições Mortas e da Black Sun, coordenada pelo poeta e editor António Oliveira.

● 2024 – Colaboração na exposição «Pinheiro da Rocha – 130 Anos do nascimento». Centro Português de Fotografia (CPF), Porto

● 2024 – Julia Wong Kcomt, «El respiro inquieto / O respiro inquieto – Cinco poetas portugueses». Outros poetas: João Rasteiro, Maria João Cantinho, António Carlos Cortez e Alberto Pereira. Antologia bilingue. Traduções de Liliana Nunes de G., Maria Leonor F. Crespo, Maribel Sobreira e Maria Alzira Brum. Posfácio de Luís Novais. Lima, Peru, Paracaídas 

● 2024 – GluGluGlu, coletânea de poemas. Tesseractum Editorial, São Paulo, 2024. E-book.